# Rádio Moçambique
Rádio Moçambique és l'emissora estatal de radiodifusió de Moçambic.

## Història
L'emissora fou formada després de la independència i heretà el patrimoni de Rádio Clube de Moçambique OC • MHIH, que era la principal emissora de la colònia portuguesa, Oficial de l'Orde Militar de Crist el 4 de desembre de 1956 i membre-honorari de l'Orde de l'Infant Dom Henrique el 26 de febrer de 1971. Fou creada el 2 d'octubre de 1975 amb la nacionalització de les emissores Rádio Clube de Moçambique, Voz de Moçambique, Emissora do Aero Clube da Beira i Rádio PAX. Les seves oficines centrals estaven a la Rua da Rádio, que abans de la independència, que es va anomenar Rua do Rádio Clube.

### El 7 de setembre de 1974
El 7 de setembre de 1974, després de signar-se els acords de Lusaka, signat entre els representants del Govern Provisional portuguès i representants de FRELIMO, alguns colons van assaltar i van prendre la seu del Rádio Clube de Moçambique, amb el propòsit de desafiar els termes de l'acord, i tractar, amb el suport de Sud-àfrica, l'establiment d'una independència blanca, inspirat en el model de Rhodèsia.
També esperaven comptar amb el suport del general António de Spínola, llavors President de la República a Portugal, ja que tenia una idea diferent per al futur de les colònies portugueses d'Àfrica.
Tanmateix aquests grups ignoraven que a Lisboa el president Spinola no tenia pes polític per contrarestar el moviment polític que estava en marxa per establir acords per a la independència immediata de les colònies, negociant amb els moviments nacionalistes que abans de la 25 d'abril de 1974 s'havien alçat en armes contra el colonialisme.

## Descripció
És una empresa pública amb emissores a totes les províncies. A més dels programes de l' Antena Nacional (una estació mare, que emet en portuguès), les emissores provincials encara emeten programes de producció pròpia en mans d'una desena de llengües africanes. Usa en els seus slogans la sigla RM, moltes vegades traduïda per "Do Rovuma ao Maputo".
A la ciutat de Maputo Rádio Moçambique opera encara Rádio Cidade, una emissora en freqüència modulada enfocada a l'entreteniment, RM Desporto i Maputo Corridor Radio, una emissora en anglès.

## Locutors coneguts
- Glória Muianga (* 1951)
- Gulamo Khan
- Rosa Anselmo
- Anabela Adrianopoulos